# Alaba striata
Alaba striata là một loài ốc biển, là động vật thân mềm chân bụng sống ở biển thuộc họ Litiopidae.